# Acroteriobatus variegatus
Acroteriobatus variegatus is een vissensoort uit de familie van de vioolroggen (Rhinobatidae). De wetenschappelijke naam van de soort is voor het eerst geldig gepubliceerd in 1973 door Nair & Lal Mohan.